# Lacam-d’Ourcet
Lacam-d’Ourcet (okzitanisch: La Calm d’Orcet) ist eine Ortschaft und eine ehemalige französische Gemeinde  mit 105 Einwohnern (Stand: 1. Januar 2022) im Département Lot in der Region Okzitanien. Sie war Teil des Kantons Cère et Ségala im Arrondissement Figeac. Die Gemeinde hatte zuletzt 112 Einwohner (Stand: 1. Januar 2013).
Lacam-d’Ourcet wurde mit Wirkung vom 1. Januar 2016 mit den Gemeinden Sousceyrac, Calviac, Comiac und Lamativie zur Commune nouvelle Sousceyrac-en-Quercy zusammengeschlossen und übt dort seither den Status einer Commune déléguée aus.

## Lage
Lacam-d’Ourcet liegt etwa 35 Kilometer westsüdwestlich von Aurillac.

## Bevölkerungsentwicklung
| Jahr                       | 1962 | 1968 | 1975 | 1982 | 1990 | 1999 | 2006 | 2013 |
| -------------------------- | ---- | ---- | ---- | ---- | ---- | ---- | ---- | ---- |
| Einwohner                  | 207  | 175  | 156  | 130  | 115  | 116  | 127  | 112  |
| Quellen: Cassini und INSEE |      |      |      |      |      |      |      |      |

## Persönlichkeiten
- Paulin Martin (1840–1890), Orientalist und Priester